# Solund
Solund est une kommune de Norvège. Elle est située dans le comté de Vestland. Elle a la particularité d'être composée uniquement d'îles. Holmebåen, sur l'île de Steinsøy, est le point le plus occidental de toute la Norvège continentale et de ses îles proches.